# インディペンデント・スピリット賞
インディペンデント・スピリット賞 (英: Independent Spirit Awards) は、NPO団体であるFilm Independentによって開催されているインディペンデント映画に対する賞。1984年に設立。毎年、アカデミー賞の前日に開催される。授賞式の模様はIndependent Film Channel (IFC) で生中継される。日本でも後日ムービープラスでその模様を放送している。

## 選考基準
賞は作品賞や監督賞、俳優賞など他の賞でも見られるもの以外に、インディペンデント映画には欠かせない新人俳優や新人監督による作品やその脚本に対する賞がある（ただし、新人俳優賞は第21回より無くなっている）。100万ドル以下の制作費が掛けられた映画を授与する賞もあり、その賞にはジョン・カサヴェテスの名が冠されている。
賞の対象となるのは、以下の条件を満たした作品である。
1. 上映時間が70分以上。
2. ポスト・プロダクションを含む制作費が3千万ドル以下[1]。
3. 所定の期間に1週間以上の商業公開がなされた、もしくは、以下にあげる映画祭で上映がなされた作品。
  - ロサンゼルス映画祭
  - ニューヨークND/NF(New Directors/New Films)映画祭
  - ニューヨーク映画祭
  - サンダンス映画祭
  - テルライド映画祭
  - トロント国際映画祭

毎年、委員会が対象となる作品を選び、会員が最終投票をして候補が選出される。

## 各年の主な受賞作

### 1985年
- 作品賞：アフター・アワーズ （マーティン・スコセッシ監督作）
- 監督賞：ジョエル・コーエン （ブラッド・シンプル）
- 主演男優賞：M・エメット・ウォルシュ （ブラッド・シンプル）
- 主演女優賞：ジェラルディン・ペイジ （バウンティフルへの旅）

### 1986年
- 作品賞：プラトーン
- 監督賞：オリヴァー・ストーン （プラトーン）
- 主演男優賞：ジェームズ・ウッズ （サルバドル/遥かなる日々）
- 主演女優賞：イザベラ・ロッセリーニ （ブルーベルベット）
- 新人作品賞：シーズ・ガッタ・ハヴ・イット （スパイク・リー監督作）

### 1987年
- 作品賞：リバース・エッジ （ティム・ハンター監督作）
- 監督賞：ジョン・ヒューストン （ザ・デッド/「ダブリン市民」より）
- 主演男優賞：デニス・クエイド （ビッグ・イージー）
- 主演女優賞：サリー・カークランド （アンナ）
- 新人作品賞：ダーティ・ダンシング （エミール・アルドリーノ監督作）

### 1988年
- 作品賞：落ちこぼれの天使たち
- 監督賞：ラモン・メネンデス（英語版） （落ちこぼれの天使たち）
- 主演男優賞：エドワード・ジェームズ・オルモス （落ちこぼれの天使たち）
- 主演女優賞：ジョディ・フォスター （ファイブ・コーナーズ/危険な天使たち（英語版））
- 新人作品賞：ミスティック・ピザ （ドナルド・ペトリ監督作）

### 1989年
- 作品賞：セックスと嘘とビデオテープ
- 監督賞：スティーヴン・ソダーバーグ （セックスと嘘とビデオテープ）
- 主演男優賞：マット・ディロン （ドラッグストア・カウボーイ）
- 主演女優賞：アンディ・マクダウェル （セックスと嘘とビデオテープ）
- 新人作品賞：ヘザース/ベロニカの熱い日 （マイケル・レーマン監督作）

### 1990年
- 作品賞：グリフターズ/詐欺師たち （スティーヴン・フリアーズ監督作）
- 監督賞：チャールズ・バーネット (To Sleep with Anger)
- 主演男優賞：ダニー・グローヴァー (To Sleep with Anger)
- 主演女優賞：アンジェリカ・ヒューストン （グリフターズ/詐欺師たち）
- 新人作品賞：メトロポリタン/ニューヨークの恋人たち （ホイット・スティルマン監督作）

### 1991年
- 作品賞：ランブリング・ローズ
- 監督賞：マーサ・クーリッジ （ランブリング・ローズ）
- 主演男優賞：リヴァー・フェニックス （マイ・プライベート・アイダホ）
- 主演女優賞：ジュディ・デイヴィス （即興曲/愛欲の旋律）
- 新人作品賞：ストレート・アウト・オブ・ブルックリン（英語版） （マティ・リッチ（英語版）監督作）

### 1992年
- 作品賞：ザ・プレイヤー （ロバート・アルトマン監督作）
- 監督賞：カール・フランクリン （運命の引き金）
- 主演男優賞：ハーヴェイ・カイテル （バッド・ルーテナント/刑事とドラッグとキリスト）
- 主演女優賞：フェアルザ・バルク （ガス・フード・ロジング）
- 新人作品賞：ウォーターダンス （ニール・ヒメネズ監督作）

### 1993年
- 作品賞：ショート・カッツ
- 監督賞：ロバート・アルトマン （ショート・カッツ）
- 主演男優賞：ジェフ・ブリッジス （アメリカン・ハート）
- 主演女優賞：アシュレイ・ジャッド （ルビー・イン・パラダイス）
- 新人作品賞：エル・マリアッチ （ロバート・ロドリゲス監督作）

### 1994年
- 作品賞：パルプ・フィクション
- 監督賞：クエンティン・タランティーノ （パルプ・フィクション）
- 主演男優賞：サミュエル・L・ジャクソン （パルプ・フィクション）
- 主演女優賞：リンダ・フィオレンティーノ （甘い毒（英語版））
- 新人作品賞：Spanking the Monkey （デヴィッド・O・ラッセル監督作）

### 1995年
- 作品賞：リービング・ラスベガス
- 監督賞：マイク・フィギス （リービング・ラスベガス）
- 主演男優賞：ショーン・ペン （デッドマン・ウォーキング）
- 主演女優賞：エリザベス・シュー （リービング・ラスベガス）
- 新人作品賞：マクマレン兄弟 （エドワード・バーンズ監督作）

### 1996年
- 作品賞：ファーゴ
- 監督賞：ジョエル・コーエン （ファーゴ）
- 主演男優賞：ウィリアム・H・メイシー （ファーゴ）
- 主演女優賞：フランシス・マクドーマンド （ファーゴ）
- 新人作品賞：スリング・ブレイド （ビリー・ボブ・ソーントン監督作）

### 1997年
- 作品賞：The Apostle
- 監督賞：ロバート・デュヴァル （The Apostle）
- 主演男優賞：ロバート・デュヴァル （The Apostle）
- 主演女優賞：ジュリー・クリスティ （アフターグロウ）
- 新人作品賞：プレイヤー/死の祈り （ケイシー・レモンズ監督作）

### 1998年
- 作品賞：ゴッド・アンド・モンスター （ビル・コンドン監督作）
- 監督賞：ウェス・アンダーソン （天才マックスの世界）
- 主演男優賞：イアン・マッケラン （ゴッド・アンド・モンスター）
- 主演女優賞：アリー・シーディ （ハイ・アート）
- 新人作品賞：熟れた果実 （ドン・ルース監督作）

### 1999年
- 作品賞：ハイスクール白書 優等生ギャルに気をつけろ!
- 監督賞：アレクサンダー・ペイン （ハイスクール白書 優等生ギャルに気をつけろ!）
- 主演男優賞：リチャード・ファーンズワース （ストレイト・ストーリー）
- 主演女優賞：ヒラリー・スワンク （ボーイズ・ドント・クライ）
- 新人作品賞
  - （50万ドル以上）：マルコヴィッチの穴 （スパイク・ジョーンズ監督作）
  - （50万ドル以下）：ブレア・ウィッチ・プロジェクト （ダニエル・マイリック、エドゥアルド・サンチェス監督作）

### 2000年
- 作品賞：グリーン・デスティニー
- 監督賞：アン・リー （グリーン・デスティニー）
- 主演男優賞：ハビエル・バルデム （夜になるまえに）
- 主演女優賞：エレン・バースティン （レクイエム・フォー・ドリーム）
- 新人作品賞
  - （50万ドル以上）：ユー・キャン・カウント・オン・ミー （ケネス・ロナーガン監督作）
  - （50万ドル以下）：チャック&バック （ミゲル・アルテタ監督作）

### 2001年
- 作品賞：メメント
- 監督賞：クリストファー・ノーラン （メメント）
- 主演男優賞：トム・ウィルキンソン （イン・ザ・ベッドルーム）
- 主演女優賞：シシー・スペイセク （イン・ザ・ベッドルーム）
- 新人作品賞：イン・ザ・ベッドルーム （トッド・フィールド）
- ジョン・カサヴェテス賞：Jackpot （マイケル・ポーリッシュ監督作）

### 2002年
- 作品賞：エデンより彼方に
- 監督賞：トッド・ヘインズ （エデンより彼方に）
- 主演男優賞：デレク・ルーク （アントワン・フィッシャー きみの帰る場所）
- 主演女優賞：ジュリアン・ムーア （エデンより彼方に）
- 新人作品賞：イノセント・ボーイズ （ピーター・ケア（英語版）監督作）
- ジョン・カサヴェテス賞：Personal Velocity: Three Portraits（レベッカ・ミラー監督作）

### 2003年
- 作品賞：ロスト・イン・トランスレーション
- 監督賞：ソフィア・コッポラ （ロスト・イン・トランスレーション）
- 主演男優賞：ビル・マーレイ （ロスト・イン・トランスレーション）
- 主演女優賞：シャーリーズ・セロン （モンスター）
- 新人作品賞：モンスター （パティ・ジェンキンス監督作）
- ジョン・カサヴェテス賞：The Station Agent（トーマス・マッカーシー監督作）

### 2004年
- 作品賞：サイドウェイ
- 監督賞：アレクサンダー・ペイン （サイドウェイ）
- 主演男優賞：ポール・ジャマッティ （サイドウェイ）
- 主演女優賞：カタリーナ・サンディノ・モレノ （そして、ひと粒のひかり）
- 新人作品賞：終わりで始まりの4日間 （ザック・ブラフ監督作）
- ジョン・カサヴェテス賞：さよなら、僕らの夏 （ヤコブ・アーロン・エステス監督作）

### 2005年
- 作品賞：ブロークバック・マウンテン
- 監督賞：アン・リー （ブロークバック・マウンテン）
- 主演男優賞：フィリップ・シーモア・ホフマン （カポーティ）
- 主演女優賞：フェリシティ・ハフマン （トランスアメリカ）
- 新人作品賞：クラッシュ （ポール・ハギス監督作）
- ジョン・カサヴェテス賞：Conventioneers （Mora Stephens監督作）

### 2006年
- 作品賞：リトル・ミス・サンシャイン
- 監督賞：ジョナサン・デイトン&ヴァレリー・ファリス （リトル・ミス・サンシャイン）
- 主演男優賞：ライアン・ゴズリング （Half Nelson）
- 主演女優賞：シャリーカ・エップス （Half Nelson）
- 新人作品賞：Sweet Land （Ali Selim監督作）
- ジョン・カサヴェテス賞：Quinceañera （リチャード・グラツァー/ウォッシュ・ウエスト監督作）

### 2007年
- 作品賞：JUNO/ジュノ
- 監督賞：ジュリアン・シュナーベル （潜水服は蝶の夢を見る）
- 主演男優賞：フィリップ・シーモア・ホフマン （マイ・ライフ、マイ・ファミリー）
- 主演女優賞：エレン・ペイジ （JUNO/ジュノ）
- 新人作品賞：ルックアウト/見張り （スコット・フランク監督作）
- ジョン・カサヴェテス賞：August Evening （Chris Eska監督作）

### 2008年
- 作品賞：レスラー
- 監督賞：トム・マッカーシー （扉をたたく人）
- 主演男優賞：ミッキー・ローク （レスラー）
- 主演女優賞：メリッサ・レオ （フローズン・リバー）
- 新人作品賞：脳内ニューヨーク （チャーリー・カウフマン監督作）
- ジョン・カサヴェテス賞：ミッドナイトキスをするまでに（英語版） （アレックス・ホールドリッジ（英語版）監督作）

### 2009年
- 作品賞：プレシャス
- 監督賞：リー・ダニエルズ （プレシャス）
- 主演男優賞：ジェフ・ブリッジス （クレイジー・ハート）
- 主演女優賞：ガボレイ・シディベ （プレシャス）
- 新人作品賞：クレイジー・ハート （スコット・クーパー監督作）
- ジョン・カサヴェテス賞：Humpday （Lynn Shelton監督作）

### 2010年
- 作品賞：ブラック・スワン
- 監督賞：ダーレン・アロノフスキー （ブラック・スワン）
- 主演男優賞：ジェームズ・フランコ （127時間）
- 主演女優賞：ナタリー・ポートマン （ブラック・スワン）
- 新人作品賞：Get Low （アーロン・シュナイダー監督作）
- ジョン・カサヴェテス賞：Daddy Longlegs （Josh Safdie、Benny Safdie監督作）